# La Traversée du ruisseau
La Traversée du ruisseau (Crossing the Brook) est un tableau de Joseph Mallord William Turner.
Ce paysage est peint avec un style proche du classicisme.